# Александр Пшіль
Александр Пшіль (нім. Alexander Pschill) — німецький та австрійський актор театру і кіно.

## Біографія
Був старшою дитиною в сім'ї. Навчався в США в Консерваторії Seattle / Washington. Повернувшись до Австрії, зіграв головну роль у своєму першому фільмі 1945.
Дебют виявився успішним, і багато відомих режисерів звернули увагу на молодого актора. За свою кар'єру Александр Пшілль зіграв багато ключові ролі в фільмах і серіалах. У всьому світі відомий завдяки ролі комісара поліції Марка Хоффмана в серіалі Комісар Рекс. За цю роль Александр Пшілль був удостоєний премії Romy в 2001 році як найкращий актор року.
Крім зйомок у кіно актор бере участь у багатьох театральних постановках і визнає у всіх своїх інтерв'ю, що театр йому ближче.
У липні 2015 одружився, у вересні у пари народилася дочка.

## Фільмографія
| Рік         | Українська назва                  | Оригінальна назва                      | Роль                        |
| ----------- | --------------------------------- | -------------------------------------- | --------------------------- |
| 1990        | Спокуса                           | Temptation                             |                             |
| 1993        | 1945                              | 1945                                   | Флоріан                     |
| 1994        | Серед ясного неба                 | 71 Fragments of a Chronology of Chance | Ганно                       |
| 1995        | Комісар Рекс                      | Inspector Rex                          | Зайдель (епізод)            |
| 1995        | Щастя по частинам                 | Glück auf Raten                        | Бенджамін Глюк              |
| 1995        | Син виробника дітей               | Der Sohn des Babymachers               | Пол                         |
| 1997        | Хиже дівчисько                    | Beastie Girl                           | Дані                        |
| 1999        | Дві жінки, один чоловік та дитина | Zwei Frauen, ein Mann und ein Baby     | Саша                        |
| 2000 - 2001 | Джулія - незвична жінка           | Julia - Eine ungewöhnliche Frau        | Містер Альтманн             |
| 2002 - 2004 | Комісар Рекс                      | Inspector Rex                          | Марк Гоффман (сезон 8,9,10) |